# George Sutherland-Leveson-Gower, 3.º Duque de Sutherland
George Granville William Sutherland-Leveson-Gower, 3.º Duque de Sutherland (19 de dezembro de 1828 – 22 de setembro de 1892), titulado Visconde Trentham até 1833, Conde Gower em 1833 e Marquês de Stafford entre 1833 e 1861, foi um político britânico da família Leveson-Gower.

## Infância e educação
George nasceu a 19 de dezembro de 1828, em Hamilton Place, Londres. Era filho de George Sutherland-Leveson-Gower, 2.º Duque de Sutherland, e de Harriet Elizabeth Georgiana Howard.
Recebeu a sua educação no Eton College e no King's College de Londres.

## Carreira
George foi membro liberal do Parlamento pelo círculo de Sutherland entre 1852 e 1861, ano em que sucedeu ao pai como Duque.
Participou em diversas ocasiões de Estado. Fez parte da delegação britânica à coroação do Czar Alexandre II da Rússia em 1856, recebeu oficialmente Garibaldi aquando da sua visita pública ao Reino Unido em 1864, esteve presente na inauguração do Canal do Suez em 1869 e acompanhou o Príncipe de Gales (mais tarde Eduardo VII) na sua visita oficial à Índia em 1876.
Exerceu o cargo de Lorde Lieutenant de Cromarty de 1852 até à extinção da função em 1891, e foi Lorde Lieutenant de Sutherland de 1861 até à sua morte.
Em 1878, Sutherland recebeu Ulysses S. Grant em Dunrobin, aquando da visita do antigo presidente dos Estados Unidos à Escócia. Mais tarde, presidiu a uma comissão que organizou trabalho de caridade para apoiar os envolvidos nas guerras turco-russa e zulu.

### Cargos militares e distinções
George foi Coronel do Regimento de Voluntários das Terras Altas de Sutherland entre 1864 e 1882, e do 20.º Corpo de Voluntários de Infantaria de Middlesex (Railway Rifles) em 1867. Foi distinguido com a qualidade de Membro Honorário da Institution of Engineers and Shipbuilders in Scotland em 1859. Recebeu a grã-cruz da Ordem da Jarreteira em 1864 e foi eleito Fellow da Royal Society (FRS) em 1870. Foi igualmente Cavaleiro Grã-Cruz da Ordem do Redentor da Grécia.

## Interesses ferroviários
O terceiro duque desempenhou um papel fundamental na história inicial da Highland Railway, sendo membro fundador do conselho de administração da companhia e contribuindo de forma significativa para a construção da Sutherland Railway. Financiou do seu próprio bolso a construção da Duke of Sutherland's Railway e apoiou igualmente a Sutherland and Caithness Railway. Estas linhas foram operadas pela Highland Railway, que as absorveu em 1884.
Foi também Presidente da Mont Cenis Railway Company, responsável pela construção da primeira linha ferroviária do sistema Fell, que operou entre 1868 e 1871, proporcionando uma rota temporária através dos Alpes para passageiros ferroviários de Calais a Brindisi, até à conclusão do Túnel Ferroviário de Fréjus.

## Vida pessoal
Casou-se, em primeiras núpcias, com Anne Hay-Mackenzie (1829–1888), posteriormente criada Condessa de Cromartie por direito próprio, a 27 de junho de 1849, em Cliveden House, no condado de Buckinghamshire. Deste matrimónio nasceram cinco filhos:
- George Granville Sutherland-Leveson-Gower, Conde Gower (1850–1858), que faleceu na infância;[5]
- Cromartie Sutherland-Leveson-Gower, 4.º Duque de Sutherland (1851–1913);[5]
- Francis Mackenzie Sutherland-Leveson-Gower, 2.º Conde de Cromartie (1852–1893);[5]
- Florence Sutherland-Leveson-Gower (1855–1881), que casou com Henry Chaplin, 1.º Visconde Chaplin, de quem teve descendência.[5] Escapou por pouco à morte a 3 de agosto de 1873, quando a carruagem ferroviária em que viajava descarrilou no acidente ferroviário de Wigan;[6]
- Alexandra Sutherland-Leveson-Gower (1866–1891), que faleceu solteira.[5]

George esteve afastado da sua esposa Anne durante muitos anos antes do falecimento desta, em novembro de 1888. Menos de quatro meses após a sua morte, casou-se, a 4 de março de 1889, com Mary Caroline (nascida Michell) Blair, tendo a cerimónia sido oficiada pelo Bispo da Florida, Edwin Garner Weed, o que causou escândalo, dado que o período convencional mínimo entre a morte de um cônjuge e um novo casamento era de um ano.
Mary era filha do Reverendo Richard Michell, Doutor em Teologia, e viúva do Capitão Arthur Kindersley Blair, anteriormente ao serviço do 71.º Regimento de Infantaria Ligeira das Terras Altas. Blair demitira-se da sua comissão nos Highlanders em 1861 e trabalhava como administrador de propriedades e gestor de negócios de George. A Sra. Blair tornou-se a sua amante e, embora a morte de Blair, em 1883, tenha sido oficialmente registada como acidental, houve, na época e posteriormente, muita especulação sobre a possibilidade de suicídio ou até de homicídio.
O 3.º Duque de Sutherland faleceu com sessenta e três anos, no Castelo de Dunrobin, tendo sido sepultado a 29 de setembro de 1892, em Trentham, no condado de Staffordshire. Foi sucedido nos títulos pelo seu filho mais velho sobrevivente, Cromartie. O segundo filho, Francis, herdara os títulos da esposa, tornando-se 2.º Conde de Cromartie após a morte desta, em 1888.

## Propriedades
Era proprietário de cerca de 4.000 km², com a maior parte das terras localizadas em Sutherland, além de aproximadamente 69 km² em Salop e 49 km² em Stafford.
Pouco antes da sua morte, George deserdou, na prática, os seus herdeiros naturais e tentou deixar toda a sua fortuna à sua segunda esposa, que viria mais tarde a ser considerada culpada pela destruição de documentos, sendo condenada a seis semanas de prisão. A família acabaria por lhe conceder uma compensação substancial, que lhe permitiu construir o Castelo de Carbisdale entre 1906 e 1917. Antes disso, residira em Sutherland Grange, em Dedworth, junto a Windsor, no condado de Berkshire. A viúva de George, conhecida como Duquesa Blair, casou em terceiras núpcias a 12 de novembro de 1896 (separando-se em 1904) com Sir Albert Kaye Rollit (1842–1922), deputado por Islington South, sendo a sua segunda esposa. Segundo uma fonte, beneficiou de um rendimento anual de £100.000 até à sua morte.